# Schistolais
Schistolais – rodzaj ptaków z rodziny chwastówkowatych (Cisticolidae).

## Występowanie
Rodzaj obejmuje gatunki występujące w Afryce Subsaharyjskiej.

## Morfologia
Długość ciała 13 cm, masa ciała 10–15 g.

## Systematyka

### Etymologia
Późnołacińskie schistus – „łupkowy” < łacińskie lapis schistos – „łupliwy kamień” < greckie σχιστος skhistos – „łupliwy” < σχιζω skhizō – „łupać”; nowoczesnołacińskie laïs – „pokrzewka” < greckie ὑπολαις hupolais – „mały, niezidentyfikowany ptak gniazdujący na ziemi”.

### Podział systematyczny
Do rodzaju należą następujące gatunki:
- Schistolais leucopogon (Cabanis, 1875) – ciemnogłowik białobrody
- Schistolais leontica (G.L. Bates, 1930) – ciemnogłowik czarnobrody